# 小森純
小森 純（こもり じゅん、1985年11月22日 - ）は、日本のギャルファッションモデルである。
身長158cm・体重42kg。神奈川県川崎市川崎区出身。TWIN PLANET ENTERTAINMENT所属。雑誌『EDGE STYLE（エッジスタイル）』への露出やタレント活動から著名。『Popteen（ポップティーン）』の読者モデルとして知られた時期もあった。“純ポ”の愛称がある。神奈川県横浜市在住。

## 来歴
中学生時代、ギャルであった姉の影響で『egg（エッグ）』や『Popteen（ポップティーン）』などの雑誌に触れてギャルファッションに目覚め、ちょうど高校へ上がった時期に109系ファッションの流行が到来。そして17歳でポップティーン誌に読者モデルとして初登場。2003年のことであった。

### モデル

#### 『Popteen』
読者モデルとして継続登場するようになったポップティーン誌では“純ポ”の愛称で親しまれ、ファッションやメイクのみならず、自身の恋愛観や、ギャルとしての日々についての自由奔放な発言などから人気を博した。2009年の時点で同誌の最長在籍モデルであったため、中高生から20代中盤までと幅広い層のファンを獲得していた。2010年になって自身初の自叙伝『Pure』を上梓。そして同年6月号にてポップティーン誌を卒業。時に同誌の史上最年長の24歳、同時に最多の登場回数という記録を残すに至る。およそ8年に及んだ読者モデル生活の終幕であった。2011年から日本テレビ系『ヒルナンデス!』に毎週水曜レギュラーとして出演開始。

#### 『Popteen』後
2010年にポップティーン誌の姉妹誌『PopSister〔ポップシスター〕』が創刊すると、益若つばさ、星野加奈、菅野結以、樋口智子、青木英李、および孫暐とともに専属モデルとしてこれに登場。この年にはエッジスタイル誌の創刊もあり、板橋瑠美、今泉宏美、椿姫彩菜、きんきら☆きん、桃華絵里、Lie、早川沙世、および藤田志穂などの面々とともにさっそくその創刊号に登場。同誌の専属モデルとなった。ポップシスター誌へは休刊に至る2011年11月号まで登場し続けた。

### その他
2009年頃から商品プロデュースの活動を展開しており、衣服や化粧品などの制作を幅広く手掛けてきた。中でもつけまつげ「EYEMAZING」は全国展開となって大手雑貨店やドラッグストアなどの店頭に並んだ。
桑山のジュエリーブランド『Marea rich（マレアリッチ）』が2010年暮れ頃に発足するとそのプロデューサーに就任。同時期からはテレビタレントの活動も増え始めた。
2010 FIFAワールドカップのサッカー日本代表応援イベントにて、グループEにおける日本代表の勝敗を、「対カメルーン戦を1-0で勝利」「対オランダ戦を0-1で敗北」「対デンマーク戦を3-1で勝利」「2勝1敗で決勝トーナメントに進む」と予想。勝敗のみならず3試合すべての得失点までも完全的中させた。その後、競馬番組等に出演する機会が増え、好配当を的中させたこともあった。

## 広告塔
ポップティーン誌に活動していた時期から、ファッションブランド「TRALALA」や、カラーコンタクト「ラバーズカラー」、アクセサリーブランド「Double」などのイメージモデルを担ってきた。ほか、セガのアミューズメントテーマパーク「東京ジョイポリス」や、出会い系サイト「イククル」、デリケートゾーンソープ「PHケア フェミニンウォッシュ」のイメージモデル活動に加え、自身の結婚の時期（2011年）に合わせての「Mobage（モバゲー）」からのCMキャラクター起用、2012年にはモンテローザの展開する居酒屋「笑笑」からのイベント限定イメージモデル起用や、常盤薬品工業のプラセンタ製品からのイメージキャラクター起用があった。

## 不祥事
2012年12月には、詐欺事案として摘発を受けた「ペニーオークション」業者に関し、それから2年ほど前にその業者の広報を請け負ったうえで自身のブログ上に虚偽の広告記事を掲載していたことが発覚、その事実を認めたうえで謝罪を表明。この件により、それまで4年と8ヶ月間にわたって継続していた自身のブログを閉鎖。あわせてツイッターでの発信も休止。テレビ番組の出演も自粛するに至った(2013年9月末に復帰)。
2017年9月に出演したバラエティ番組『良かれと思って!』で語ったところによると、騒動当時、化粧品のプロデュースやイメージモデルなど様々な仕事をしていたため、1億円以上の違約金が発生し、所属事務所がかなりの負債を抱えた。その負債は、小森と入れ替わるようにブレイクした鈴木奈々の活躍もあり、返済した。当時は小森以外にも同じペニーオークション業者のステルスマーケティングに加担した芸能人はいたが、中には謝罪もなく活動を続けている者もいる。それについて番組内で問われたが、小森がコメントすることはなかった。

## 私事
神奈川県に出生。幼い頃から自分の顔にコンプレックスを持ち、学校では「ゴリラ顔」といっていじめを受けたこともあった。中学時代は非行に走り、暴れて自宅の壁に穴を開けたり、家出を繰り返すなど、家族からも邪険に扱われ続けていたという。
妹がいる。
地元に近い横浜市・綱島のキャバクラで“みさき”の源氏名で働いていたことや。スナックで働いていた時期がある。給料は少なかったものの、客がいない時も仕事仲間と喋りながら酒を飲むのが楽しかったという。ハスキーボイスはそのときの酒やけによるものである。
2010年に著した自叙伝『Pure』の内に自ら明かしたところによると、読者モデルであった時期、自殺を企図してマンションから飛び降りたことがあった。
2011年にテレビ番組『くだまき八兵衛』において自ら明かしたところによれば、自身のそれまでの読者モデル活動期を通して記録した最高月収は1500万円。同年のテレビ番組『イチハチ』出演の折には、27階建ての高級高層マンションの最上階に妹とともに居住している旨を語っている。
脚部など身体の複数箇所にタトゥーを入れている。

### 美容整形
美容整形歴があることを2011年暮れまでに自らテレビ番組で明かしている。いわく受けたことのある手術は、目の整形（二重まぶたへ）、鼻へのヒアルロン酸注入、ならびに額のシワ消し。

### 男女関係
男性ファッション雑誌『Men's egg』のモデル筒井心一とおよそ一年半にわたって交際関係にあったものの、2009年のなかばに至って破局の旨を報告。2010年には3歳年上のアパレル関連会社社長と交際関係に発展するも、およそ4ヶ月で破局。結婚寸前というところまで仲が進行していたものの、自身の名前を報道された相手方が憤ったことから解消に至ったものと考えられた。

#### 結婚
2011年の7月に結婚。相手は『Men's egg』への登場から知られた元モデル（でアパレルブランド経営者）の今井諒で、同い年。結婚以前の時期にテレビ番組『しゃべくり007』に揃って出演したこともあった男性であった。20歳頃からの友人で、先立つ2010年の暮れにおけるミュージック・ビデオ共演の折に自身から告白したことが交際のきっかけであったという。結婚後にもさっそく夫婦で「東京ガールズコレクション」への登場を見せるなどしている。

#### 妊娠・出産
2014年1月7日、妊娠5ヶ月であることを公表、同年6月12日、第1子男児を出産した。
2015年9月27日、「第21回 東京ガールズコレクション 2015 A/W」のステージで、第2子の妊娠を発表した（妊娠5ヶ月）。2016年3月19日、第2子男児を出産。
2022年5月13日、第3子妊娠を報告。10月27日、第3子男児を出産。

## 出演

### 雑誌
専属
- 『EDGE STYLE』（双葉社、2010年 - ）
- 『PopSister』（角川春樹事務所、2010年 - 2011年）

読者
- 『Popteen』（角川春樹事務所、2003年 - 2010年）

### ランウェイ
- 渋谷ガールズコレクション[61]
- 原宿スタイルコレクション[62]
- 神戸コレクション[63]
- 東京ガールズコレクション[64]

### 音楽PV
- 「オレンジ」（Lil'B、2008年） 共/樋口智子、ギャル200名[65]
- 「キミが好きで」（Lil'B、2009年1月28日発売） 共/筒井心一[66]
- 「会えなくても feat.西野カナ」（WISE、2009年） 共/武藤静香、幸田えりか[67]
- 「サマーウルフ」（逗子三兄弟、2010年）[68]
- 「純白の花嫁」（逗子三兄弟『Z3 DRIVE MUSIC』収録、2011年） 共/哀川翔[69]
- 「LUNCH TIME WARS」（槇原敬之、ヒルナンデス!関係、2011年） 共/平愛梨、いとうあさこ、吉川友、愛実、河北麻友子、久本雅美、ミッツ・マングローブ、優木まおみ、北陽、虻川[70]
- 「Darlin'」（BENI、2011年）[71]

### カタログ
- 『EMODA』（2011年11月28日発行） 共/倖田來未、藤井リナ、あびる優、益若つばさ、道端アンジェリカ、井出レイコ[72]
- 『EMODA DENIM BOOK』（2012年4月6日発行） 共/益若つばさ、鈴木えみ、木下ココ、宇野実彩子、あびる優、田母神智子、井出レイコ、道端アンジェリカ[73]

### テレビ番組
過去
- ギャルモリ（goomo、2009年 - 2010年）
- 逃走中　（フジテレビ、2010年5月18日・2010年10月10日）
- 女神サーチ（TBS、2009年 - 2010年）
- 1ばんスクラム!!（フジテレビ、2009年 - 2010年）
- 不可思議探偵団（日本テレビ、2010年 - 2011年）
- あいまいナ!（TBS、2010年 - 2011年）
- バカなフリして聞いてみた（日本テレビ、2011年）準レギュラー
- ザキ神っ! 〜ザキヤマさんとゆかいな仲間たち〜（TBS、2011年）
- OTOBOKE Bar（TOKYO MX、2011年）
- 20マウス（TBS、2011年）
- ヒルナンデス!（日本テレビ、2011年 - 2013年）水曜レギュラー
- 幸せの黄色い仔犬（中京テレビ、2011年 - 2013年）準レギュラー

### テレビCM
- モバゲー
- ユニバーサルミュージック『モバ♥うた』
- 任天堂『赤い糸』
- 東京ジョイポリス

### その他
- 作詞：「ナツラブ」（Juliet、2009年8月5日発売）[74]
- LISMO Channel 水曜オトドケMC（2010年4月 - ）
- イククル イメージキャラクター（2010年5月 - ）
- 映画：昆虫物語 みつばちハッチ〜勇気のメロディ〜（2010年）ポンチョ 役（声優として）
- スマートフォン番組：『大盛りでいただきます！！』（司会：2012年6月4日より、NOTTV）[75]
- コンピュータゲーム：龍が如く OF THE END

## 書籍
- 『以心伝心』（2009年、アメーバブックス新社）[76]
- 『Pure』（2010年、角川春樹事務所）[77]
- 『小森純のモトカレ・レシピ』（2010年、講談社）[78]
- 『純婚』（2011年、双葉社）[79]

## 受賞歴
- 『ヘアカラーリングアワード』（モデル部門、2010年）[80]
- 『GRP Award 最優秀モデル大賞』（2011年）[81]
- 『天然コスメビューティーアワード』（タレント部門、2011年）[82]